# Milicia urbana
La milicia urbana eran compañías fijas que se formaban en las ciudades cuya organización y armamento dependían de las autoridades municipales, pero que en caso de peligro se ponían a las órdenes de los gobernadores. Estaban compuestas por ciudadanos que se organizan en entornos urbanos para la defensa local y el mantenimiento del orden público. Estas formaciones, cuya organización y armamento dependían de las autoridades municipales, se ponían bajo el mando de los gobernadores en situaciones de peligro.

## Orígenes y evolución

#### Edad Media y Moderna
El concepto de milicia urbana tiene sus raíces en la Europa medieval. La primera fue instituida en Francia en el siglo XII durante el reinado de Luis VI, conocido como Luis el Gordo. Estas milicias estaban formadas por ciudadanos que, además de sus ocupaciones habituales, se entrenaban y organizaban para la defensa de sus ciudades. En 1411, Waleran la organizó en París compuesta de 500 cortantes y desolladores pero se les recuerda por haber cometido grandes tropelías.  
En España, durante el reinado de Carlos III (1759-1788), se crearon las Milicias Nacionales, compuestas por soldados retirados o inválidos de guerra. Estas unidades desempeñaban funciones de vigilancia y mantenimiento del orden público.

#### SigloXIXyXX
Con la creación de ejércitos nacionales en el siglo XIX, las milicias urbanas perdieron importancia. Sin embargo, durante las guerras de independencia en América, muchas ciudades formaron milicias para defenderse de tropas realistas o insurgentes.
En el siglo XX, el concepto de milicia urbana se asoció con guerrillas urbanas y grupos paramilitares. Durante la Segunda Guerra Mundial, muchas ciudades europeas organizaron unidades civiles para la defensa en caso de invasión. En América, grupos de milicianos urbanos participaron en la Revolución Cubana y en los movimientos guerrilleros de Argentina, Brasil y Uruguay en los años 60 y 70.

### Funciones y organización
Las milicias urbanas han desempeñado diversas funciones, dependiendo del contexto en el que operaban. Entre sus principales objetivos se encuentran:
• Defensa territorial: Protección ante ataques enemigos, como en los asedios medievales.
• Mantenimiento del orden: Cumplían un papel similar al de las fuerzas policiales, garantizando la seguridad en tiempos de crisis.
• Apoyo en conflictos armados: Servían como refuerzo en guerras, especialmente cuando los ejércitos regulares no eran suficientes.
En cuanto a su organización, las milicias urbanas solían estructurarse en compañías o batallones, bajo el mando de oficiales locales. Su entrenamiento y armamento dependían de los recursos disponibles.

### Milicias urbanas en la actualidad
En el siglo XXI, el término “milicia urbana” se usa para referirse tanto a cuerpos de autodefensa comunitaria como a fuerzas paramilitares en contextos de conflicto. En algunos países, han sido criticadas por su relación con actividades ilegales, mientras que en otros se consideran un medio de protección.
Casos recientes incluyen milicias civiles en América y grupos organizados en Oriente Medio que operan en entornos urbanos. En algunos lugares, estas milicias han sido absorbidas por las fuerzas de seguridad oficiales, mientras que en otros operan de manera independiente o clandestina.